# Unterreichenbach (Schwabach)

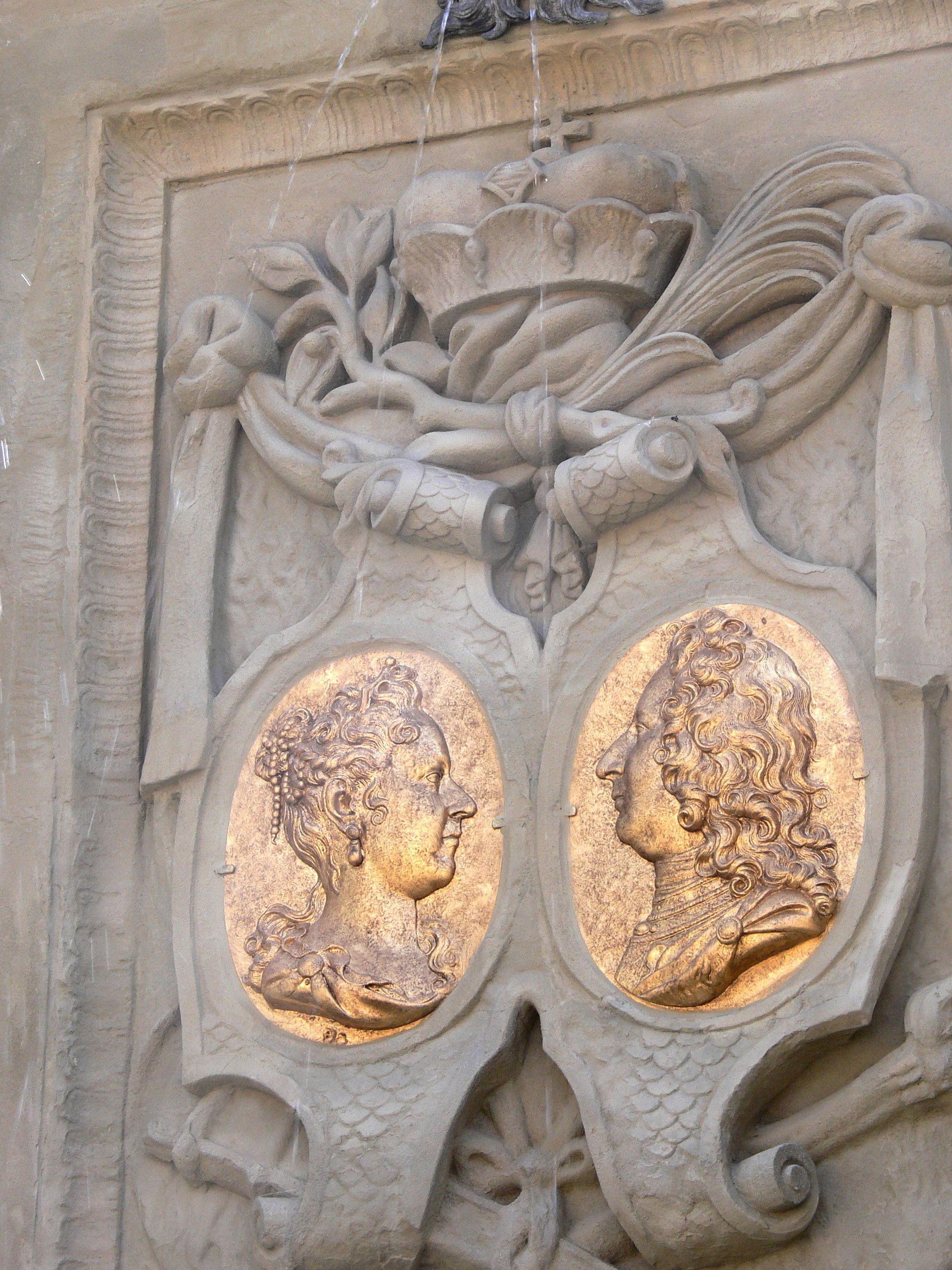
Porträts von Wilhelm Friedrich, Markgraf von Brandenburg-Ansbach, und seiner Frau

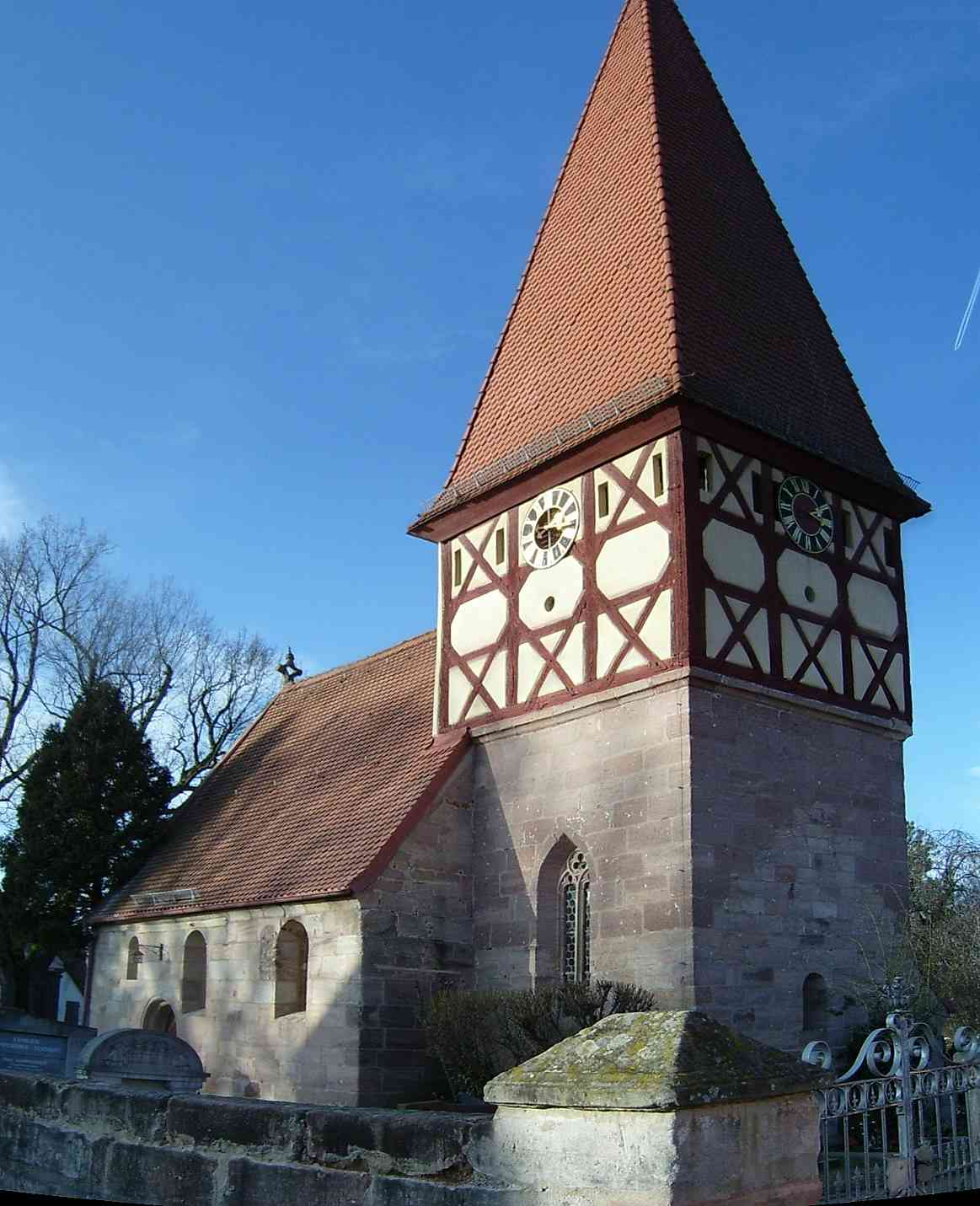
St. Jakobus, Unterreichenbach

Unterreichenbach (fränkisch: (Unda)raichaba) ist ein Gemeindeteil der kreisfreien Stadt Schwabach (Mittelfranken, Bayern). Die Gemarkung Unterreichenbach liegt teils auf dem Gemeindegebiet von Schwabach, teils auf dem Gemeindegebiet Kammerstein. Sie hat eine Fläche von 13,360 km² und ist in 2180 Flurstücke aufgeteilt, die eine durchschnittliche Fläche von 6128,38 m² haben. In ihr liegen neben dem namensgebenden Ort die Gemeindeteile Oberreichenbach, Putzenreuth, Volkersgau und Waikersreuth, die heute alle zur Gemeine Kammerstein gehören.

## Geographie
Das Pfarrdorf bildet mit dem östlich gelegenen Schwabach eine geschlossene Siedlung. Die Schwabach fließt nördlich des Ortes vorbei. Die Volkach mündet dort als rechter Zufluss in die Schwabach. 0,5 km südlich liegt das Waldgebiet „Vogelherd“, 0,5 km nördlich das Waldgebiet „Reut“. Die Staatsstraße 2239 führt nach Schwabach zur Bundesstraße 466 (1,7 km östlich) bzw. an Gustenfelden vorbei nach Kottensdorf (3,1 km westlich). Eine Gemeindeverbindungsstraße führt nach Oberreichenbach (1,7 km südwestlich).

## Geschichte
Unterreichenbach ist als kleiner, an einer Mühle angelegter Weiler am Unterlauf des Reichenbachs vermutlich im 9. Jahrhundert entstanden.
Im 13. Jahrhundert bestand der Ort aus 6 Ganzhöfen. 1313 wurde der Ort im Lehenverzeichnis des Ramung IV. von Kammerstein als „Nydernreichenbach“ erstmals urkundlich erwähnt. Der Ort war im Besitz der staufischen Reichsministerialenfamilie der Kammerstein-Reichenbach-Schwabach. Der Ortsname leitet sich von einem Gewässernamen ab, der starker Bach bedeutet (heute wird dieser Bach Volkach genannt).
Die Burggrafschaft Nürnberg hatte im Ort Ansprüche und in deren Nachfolge die Markgrafschaft Ansbach. Im markgräflichen Salbuch von 1434 sind für „Nidernreichenbach“ als Besitz 2 Höfe, 3 Seldengüter und 1 Mühle verzeichnet. 1530 wurden neben diesen Gütern 7 fremdherrische Anwesen aufgelistet: 3 Anwesen unterstanden der Reichsstadt Nürnberg, 2 dem Hochstift Eichstätt, 1 der Familie Linck zu Schwabach und 1 der Familie Kun aus Roth. Unterreichenbach hatte also 13 Anwesen. 1623 sind für den Ort nur noch 10 Anwesen verzeichnet: 5 Anwesen unterstanden dem Fürstentum Ansbach (Kastenamt Schwabach: 4, Schwabacher Rat: 1), 1 Anwesen dem eichstättischen Kastenamt Abenberg, 1 Anwesen der Familie Linck und 3 Anwesen der Reichsstadt Nürnberg. 1732 gab es laut den Oberamtsbeschreibungen von Johann Georg Vetter in Unterreichenbach 17 Anwesen, von denen 13 dem Kastenamt Schwabach unterstanden, 2 Anwesen der Reichsstadt Nürnberg (Amt St. Klara: 1, Spitalamt Heilig Geist), 1 Anwesen dem Nürnberger Eigenherrn von Stromer und 1 Anwesen dem Kastenamt Abenberg.
Gegen Ende des 18. Jahrhunderts gab es in Unterreichenbach 27 Anwesen, eine Filialkirche und kommunale Gebäude (Hirtenhaus, Schule). Das Hochgericht übte das brandenburg-ansbachische Oberamt Schwabach aus. Die Dorf- und Gemeindeherrschaft hatte das Kastenamt Schwabach. Grundherren waren das Kastenamt Schwabach (23 Anwesen: 1 Schloss, 1 Mahl- und Sägemühle, 1 Ganzhof, 2 Halbhöfe, 3 Köblergüter, 1 Gut mit Tafernwirtschaft, 7 Gütlein, 7 Leerhäuser), das eichstättische Kastenamt Abenberg (1 Gütlein), die Reichsstadt Nürnberg (Amt St. Klara und Pillenreuth: 1 Gütlein; Spitalamt Hl. Geist: 1 Ganzhof) und der Nürnberger Eigenherr von Stromer (1 Ganzhof). 1802 gab es im Ort 29 Anwesen, von denen 25 dem Oberamt Schwabach unterstanden und 4 Fremdherren.
1806 kam Unterreichenbach an das Königreich Bayern. Im Rahmen des Gemeindeedikts wurde 1808 der Steuerdistrikt Unterreichenbach gebildet, zu dem Oberreichenbach, Putzenreuth, Volkersgau und Waikersreuth gehörten. 1818 entstand die Ruralgemeinde Unterreichenbach, die deckungsgleich mit dem Steuerdistrikt war. Sie war in Verwaltung und Gerichtsbarkeit dem Landgericht Schwabach zugeordnet und in der Finanzverwaltung dem Rentamt Schwabach (1919 in Finanzamt Schwabach umbenannt). Ab 1862 gehörte Unterreichenbach zum Bezirksamt Schwabach (1938 in Landkreis Schwabach umbenannt). Die Gerichtsbarkeit blieb beim Landgericht Schwabach (1879 in Amtsgericht Schwabach umbenannt). Die Gemeinde hatte 1952 eine Gebietsfläche von 13,387 km².
Am 20. Februar 1960 wurde die Gemeinde Unterreichenbach aufgelöst. Der namensgebende Gemeindeteil wurde auf eigenen Wunsch in die Stadt Schwabach eingegliedert. Die verbliebene Gemeinde, zu der die Orte Volkersgau, Oberreichenbach, Waikersreuth und Putzenreuth gehörten, behielt für einige Wochen den alten Gemeindenamen. Die Umbenennung in „Volkersgau“ erfolgte am 9. Juni 1960. Am 1. Mai 1978 wurde Volkersgau im Zuge der Gebietsreform in Bayern in die Gemeinde Kammerstein eingegliedert.

### Baudenkmäler
In Unterreichenbach gibt es sieben Baudenkmäler.

#### Schloss
Das Schloss wurde von dem österreichischen Exulanten Johann Matthias Händel von Gobelsburg erbaut und 1655 fertiggestellt. 1695 kaufte es der ebenfalls aus österreichischer Exulantenfamilie stammende Johann Adam Permayr. Im September 1712 erwarb es der Markgraf (und Bruder der britischen Königin Caroline) Wilhelm Friedrich von Brandenburg-Ansbach für den Preis von 5.000 Reichstalern. Er ließ es zum Jagdsitz umbauen. Später wurde es von seinem Sohn Carl Wilhelm Friedrich bewohnt. Es diente ihm bis zum Mai 1749 als Jagdsitz. Der Schwabacher Brunnen am Marktplatz zeigt heute noch die Porträts der markgräflichen Familie. Danach kam das Schloss in private Hände. 1914 wurde das Schloss abgerissen, 1967 folgte der Abriss des Hintergebäudes. Heute ist nur noch eine Gedenktafel übrig.

#### Kirche
Das Patronat der Unterreichenbacher Kirche ist nicht gesichert. Der Kirchweihtermin am Sonntag vor dem 25. Juli, dem Gedenktag des Apostels Jakobus des Älteren, lässt darauf schließen, dass die Unterreichenbacher Kirche eine Jakobskirche ist. Die heutige Kirche wurde 1496 im gotischen Stil neu erbaut. Eine romanische Vorgängerkirche entstand bereits im 13. oder 14. Jahrhundert.
Auf dem Friedhof ist der Maler Alfred Kohler beerdigt.

#### Weitere Baudenkmäler
- Ehemalige Bauernhöfe
- Ehemaliges Schlossgärtnerhaus
- Pfarrhaus
- Ehemalige Mühle

### Einwohnerentwicklung
Gemeinde Unterreichenbach
| Jahr      | 1818   | 1840   | 1852   | 1855   | 1861   | 1867   | 1871   | 1875   | 1880   | 1885   | 1890   | 1895   | 1900   | 1905   | 1910   | 1919   | 1925   | 1933   | 1939   | 1946   | 1950   | 1952   |
| Einwohner | 563    | 638    | 619    | 650    | 632    | 667    | 701    | 669    | 662    | 686    | 603    | 617    | 638    | 644    | 651    | 662    | 700    | 806    | 953    | 1343   | 1376   | 1364   |
| Häuser    | 85     | 75     |        |        |        |        | 122    |        |        | 117    | 125    |        | 128    |        |        |        | 131    |        |        |        | 182    |        |
| Quelle    | [ 19 ] | [ 20 ] | [ 21 ] | [ 21 ] | [ 22 ] | [ 23 ] | [ 24 ] | [ 25 ] | [ 26 ] | [ 27 ] | [ 28 ] | [ 21 ] | [ 29 ] | [ 21 ] | [ 30 ] | [ 21 ] | [ 31 ] | [ 21 ] | [ 21 ] | [ 21 ] | [ 13 ] | [ 21 ] |

Ort Unterreichenbach
| Jahr      | 001818 | 001840 | 001861 | 001871 | 001885 | 001900 | 001925 | 001950 | 001961 | 001970 | 001987 | 002017 | 002020 |
| Einwohner | 289    | 354    | 357    | 396    | 390    | 365    | 386    | 989    | 1207   | 1271   | 1349   | 1545   | 1502   |
| Häuser    | 39     | 39     |        |        | 66     | 67     | 73     | 123    | 199    |        | 352    |        |        |
| Quelle    | [ 19 ] | [ 20 ] | [ 22 ] | [ 24 ] | [ 27 ] | [ 29 ] | [ 31 ] | [ 13 ] | [ 32 ] | [ 33 ] | [ 34 ] | [ 35 ] | [ 1 ]  |

## Religion
Der Ort ist seit der Reformation evangelisch-lutherisch geprägt und war ursprünglich nach St. Johannes und St. Martin (Schwabach) gepfarrt. Mitte des 20. Jahrhunderts wurde die Schwabacher Filiale St. Jakobus der Ältere (Unterreichenbach) zur Pfarrei erhoben. Die Katholiken sind nach St. Sebald (Schwabach) gepfarrt.

## Sport
Der SV Unterreichenbach wurde am 8. Mai 1935 gegründet. Erfolg verzeichnet er v. a. in der Fußballabteilung:
- Höhepunkt war ein Spiel in der ersten Runde des Süddeutschen Pokals gegen die SpVgg Fürth am 7. August 1966, das jedoch mit 0:4 verloren wurde.
- Am 20. Juli 1979 kam es zu einem Freundschaftsspiel mit Allstars des 1. FC Nürnberg (Meistermannschaft von 1961 und 1968).
- Aus der Fußballabteilung gingen bekannte Spieler wie Manfred Ritschel, Roland Wabra und Christian Eigler hervor.